# Ruslana
Ruslana Lijitchko (Ucraniano: Руслана Лижичко; Leópolis, 24 de maio de 1973) é uma cantora e compositora ucraniana, vencedora do Festival da Eurovisão da Canção 2004.

## Biografia
Nascida por 1973, ela é uma cantora, dançarina, produtora, e compositora ucraniana. Ela escreve, compõe e produz as suas próprias canções e videoclipes.
Na Ucrânia ela teve o seu primeiro "hit" em 1998 com a canção Sunrise e o álbum A Moment of Spring. Em 1999 trabalhou no musical natalício O último Natal dos anos 90, o qual ganhou o galardão de Filme do Ano ucraniano. O seu álbum Dyki Tantsi (Wild Dances) que foi lançado em 2003 foi platina na Ucrânia, vendendo mais de 100 000 cópias.
Ruslana venceu o Festival da Eurovisão da Canção em 2004 com "Wild Dances", canção que recebeu 280 pontos de 34 dos 35 países participantes do festival (sendo a excepção a Suíça, cuja própria canção tivera sido eliminada após receber zero pontos na semifinal). "Wild Dances" também apareceu no popular videojogo Grand Theft Auto IV.
Nas eleições presidenciais ucranianas de 2004, ela declarou o seu apoio a Viktor Yushchenko.

## Discografia

### Álbuns
- Myt' Vesny - Dzvinkiy viter (1986, 1998)
- Ostannye rizdvo 90 (1999)
- Naikrashe (2001)
- Dobriy vechir, tobi... (2002)
- Dyki Tantsi (2003)
- Dyki Tantsi (Eurobonus) (2004)
- Wild Dances (2004)
- Wild Dances (New Year Edition) (2005)
- Wild. Club'in (2005)
- Amazonka (2008)
- My Boo (Togheter!) (2012)

### Singles
- Wild Dances (2004)
- Dance with the wolves (2004)
- The Same Star (2005)
- Dyka Enerhiya / Wild Energy (2006)
- Moon Of Dreams (2008)

### Singles Internacionais
| Ano  | Single                  | Posições máximas nas paradas | Posições máximas nas paradas | Posições máximas nas paradas | Posições máximas nas paradas | Posições máximas nas paradas | Posições máximas nas paradas | Posições máximas nas paradas | Posições máximas nas paradas | Posições máximas nas paradas | Posições máximas nas paradas | Posições máximas nas paradas | Posições máximas nas paradas | Posições máximas nas paradas | Álbum               |
| Ano  | Single                  | AUT                          | BEL (Vl)                     | FIN                          | DEU                          | GRE                          | POL                          | ROM                          | RUS                          | SWE                          | CHE                          | TUR                          | UKR                          | UK                           | Álbum               |
| ---- | ----------------------- | ---------------------------- | ---------------------------- | ---------------------------- | ---------------------------- | ---------------------------- | ---------------------------- | ---------------------------- | ---------------------------- | ---------------------------- | ---------------------------- | ---------------------------- | ---------------------------- | ---------------------------- | ------------------- |
| 2004 | "Wild Dances"           | 43                           | 1                            | 20                           | 40                           | 1                            | 38                           | 44                           | 6                            | 8                            | 24                           | 19                           | 1                            | 47                           | Wild Dances         |
| 2004 | "Dance with the Wolves" | –                            | 19                           | –                            | –                            | 25                           | 97                           | 95                           | 105                          | –                            | –                            | –                            | 3                            | –                            | Wild Dances         |
| 2005 | "The Same Star"         | –                            | 50                           | –                            | –                            | –                            | –                            | 60                           | 199                          | –                            | –                            | –                            | 1                            | –                            | Wild Dances         |
| 2006 | "Wild Energy"           | –                            | –                            | –                            | –                            | –                            | –                            | –                            | –                            | –                            | –                            | –                            | 1                            | –                            | Wild Energy         |
| 2008 | "Moon of Dreams"        | –                            | –                            | –                            | –                            | –                            | –                            | 77                           | –                            | –                            | –                            | –                            | 1                            | –                            | Wild Energy         |
| 2008 | "Silent Angel"          | –                            | –                            | –                            | –                            | –                            | –                            | –                            | –                            | –                            | –                            | –                            | –                            | –                            | Wild Energy         |
| 2013 | "This is Euphoria"      | –                            | –                            | –                            | –                            | –                            | –                            | –                            | –                            | –                            | –                            | –                            | 9                            | –                            | My Boo! (Together!) |